# محمد بن مبارك بن مشق
محمد بن مبارك بن مشق هو محمد بن مبارك بن مشّق البغدادي. أدرك السماع من الأرموي.
قال الحافظ في اللسان: قال ابن النجار: عمل فهرست يشتمل على أسامي مسموعاته بسندها وطرقها فجاء في ست مجلدات، ولم يحدّث إلا باليسير، وكان صدوقاً، وكان قليل المعرفة والحفظ، وفي حفظه عجائب، ثم ذكر اختلاطه، وذكر موته في شعبان سنة خمس وستمائة، ثم قال سمعنا من حديثه في شيخه النجيب.